# Псевдоэпиграфика
Псевдоэпигра́фика, в современной текстологии также псевдэпигра́фы (от др.-греч. ψευδής — ложный, обманчивый + др.-греч. ἐπι-γρᾰφή — «надпись») — тексты, приписываемые какому-либо лицу, не являющемуся их настоящим автором, — как правило, хорошо известному ритору, церковному либо общественному деятелю. Традиция ведёт начало с античности. Так, например, известны сочинения, приписываемые Дионисию Ареопагиту (о нём упоминается в Библии, Деян. 17:34), спутнику апостола Павла в Греции, впоследствии канонизированному христианскому деятелю; сочинения, приписываемые буддийскому философу — основателю философской школы мадхъямака Нагарджуне, и многие другие.

## В библеистике
В ветхозаветной библеистике термин используется обычно для большого ряда еврейских религиозных текстов, созданных в период 300 года до н. э. — 300 года н. э. Их следует отличать от неканонических и второканонических ветхозаветных книг, именуемых протестантами апокрифами, но при этом в сложившейся литургической практике одни и те же тексты могут рассматриваться католиками как апокрифические, а дохалкидонскими церквами — как второканонические («Книга Юбилеев», Эфиопская книга Еноха).

## В классической филологии
В древнегреческой литературе псевдэпиграфы, по-видимому, возникли почти одновременно с появлением понятия авторства. С развитием Александрийской школы филологии возникли и научные представления о текстологии, и уже в античности «гомеровские гимны» были признаны не имеющими отношения к Гомеру. В эпоху Ренессанса такие деятели Возрождения как Лоренцо Валла и другие потрудились, чтобы установить атрибуцию сочинений Цицерона, Дионисия Ареопагита и др. Было выяснено, что ряд сочинений, которые приписывались ранее, например, Цицерону, такие как, «Риторика к Гереннию» и другие, не принадлежат ему. Эти учёные внесли свой вклад в формирование современной филологической науки.